# هاندلي بيج ماراثون
هاندلي بيج ماراثون  (بالإنجليزية: Handley Page Marathon)‏ هي طائرة شحن أنتجت في 1946 ببريطانيا. من صناعة هاندلي بيج. كانت تستخدم بشكل أساسي من قبل سلاح الجو الملكي. كان أول طيران لها في 19 مايو 1946. دخلت الخدمة في 1951، انتهت خدمتها في 1960. صنع منها 43 طائرة.

## المستخدمون
- سلاح الجو الملكي
- شركة الخطوط الجوية غرب أفريقيا